# ウォーレン・リヒテンシュタイン
ウォーレン・リヒテンシュタイン（Warren G. Lichtenstein、1966年 - ） はニューヨークに籍を置くヘッジファンド、スティール・パートナーズの代表である。
ウォレン・リヒテンシュタインは、SPJSFのパートナー。米国スティール・パートナーズIIの共同設立者であり、マネージング・メンバーを務めている。また、現在KT&Gコーポレーションの取締役、SLインダストリーズ・インク、ユナイテッド・インダストリアル・コーポレーション、WHXコーポレーションの取締役会会長を兼務している。

## プロフィール
ドイツ系ユダヤ人の血を引く米国人として1966年に誕生。
ルイジアナ州のチューレーン大学(Tulane University)に通い、ペンシルベニア大学経済学部を卒業した。
1990年代にタックス・ヘイヴンであるケイマン諸島にいくつかの投資ファンドを設立し、巨額の利益を得る。そのうちのひとつが現在のスティール・パートナーズである。
主に、アメリカや日本の100以上の会社に投資を行ってきた。必要とあれば、株主の権利を行使する『モノ申す投資家』として、有名である。
2007年6月12日に東京で世界初の記者会見を行い、ブルドックソースに対し「日本の事前警告型の買収防衛策は他の国なら違法」「新株予約権（ポイズンピル）は株主を差別するもの」「日本の株主や投資家を教育（啓蒙）したい」といったコメントを発した。
また、東京地裁に対しブルドックソースの新株予約権割り当ての破棄を訴えたが東京地裁で棄却され東京高裁に公告したが、7月9日に「スティールは株の転売を目的とし利益を得ている濫用的買収者である」として棄却。この東京高裁の棄却翌日にはスティール保有銘柄の株価がこの棄却を受けて下落した。スティール側は棄却後即最高裁に特別抗告・許可抗告したが、いずれも棄却された。
彼はスティール・パートナーズ財団という名の慈善団体も経営しており、コロラド州アスペンにシナゴーグを建設する際に重要な役割を果たした。
身長160cm。

## 家族
彼はイギリスの登山家アナベル・ボンドとの間に娘を一人作っている。
また、ステファンという息子がその母親であるリリー・マンデラチアと共にコロラド州アスペンに住んでいる。
なお、彼は現在中国人女優/モデルと交際している。